# Eurois implicata
Eurois implicata là một loài bướm đêm trong họ Noctuidae.